# Edmond About
Edmond François Valentin About (Dieuze, 14 de fevereiro de 1828 – Paris, 16 de janeiro de 1885) foi romancista, dramaturgo, crítico, jornalista e membro da academia francesa.

## Biografia
Depois de se estrear nas letras por um estudo intitulado A Grécia contemporânea e um romance Tolla, que levantou grandes polêmicas e também pelas Cartas de um bom rapaz a sua prima Madalena, Edmundo About escreveu para o teatro com pouco êxito. Entre e as suas obras mais conhecidas cita-se: 
- Os Casamentos de Paris;
- O Rei das Montanhas;
- Germana;
- Madelon;
- A Questão Romana, livro em que ataca com muita malícia e vivacidade o poder temporal;
- O Caso do Sr. Guerin;
- O Homem da orelha rasgada;
- O Nariz de um tabelião;
- A velha Rocha, titulo geral de uma série de obras que apareceram separadamente e que são a continuação umas das outras: O Progresso, estudo de reformas sociais, O Turco, O Infame, Os Casamentos Provincianos, A Vida de um bom homem.

About deu ao teatro, além de Gaetana, uma comédia Guilery e algumas pequenas peças escritas de colaboração. 
Cumpre também citar no seu activo um certo número de estudos políticos e financeiros, e de criticas de arte publicados no Século XIX. 
Foi eleito membro da Academia Francesa em 1884, mas faleceu antes de haver pronunciado o discurso de recepção.